# 월상조안
《월상조안》(月上朝颜)은 2024년 방송되었던 중국의 드라마이다.

## 줄거리
- 귀신같은 존재인 역신을 보는 운조안, 달의 신인 정체를 숨긴 임시결. 우연히 임시결과 신체 접촉을 한 운조안은 자신을 괴롭히던 역신이 사라지는 것을 보게 된다. 역신에게서 벗어나려는 운조안과 그녀와 얽히게 된 임시결 앞에 기이하고 요상한 여정이 펼쳐지는데...

## 등장 인물
- 왕경헌 (王敬轩) - 임시결 역
- 지메이한 - 운조안 역
- 조완근 (曹婉瑾) - 고청 역
- 왕헌 (王轩) - 사귀진 역
- 주경욱 (Jesper) - 소계계 역
- 곽봉 (郭鹏) - 고랑 역
- 증신 (曾晨) - 괴희 역